# The Grudge
The Grudge (bra: O Grito; prt: A Maldição, ou The Grudge - A Maldição, ou The Grudge: Maldição; em japonês:  Juon (呪怨)) é um filme teuto-canado-nipo-americano de 2004, dirigido por Takashi Shimizu.
O filme de terror é uma refilmagem de Ju-on (2003).

## Sinopse
Karen Davis (Sarah Michelle Gellar) é uma jovem americana que está em Tóquio, Japão, por um intercâmbio cultural a fim de créditos para faculdade. Certa vez, como parte de seu trabalho, ela é chamada para cuidar de uma idosa em sua casa. A idosa, que até então residia sozinha no local, demonstra sinais de deficiência mental relacionada a traumas, o que a impede de se comunicar. Entretanto, Karen passa a presenciar atividades estranhas na casa que a fazem desconfiar da relação da senhora com esses eventos. Por meio de uma antiga lenda japonesa, ela descobre que os espíritos de mãe e filho mortos ali anos atrás arrastam uma onda de fúria por todos aqueles que pisam na casa.

## Elenco
- Sarah Michelle Gellar (Karen)
- Jason Behr (Doug)
- Clea DuVall (Jennifer)
- KaDee Strickland (Susan)
- Bill Pullman (Peter)
- William Mapother (Matthew)
- Grace Zabriskie (Emma)
- Ted Raimi (Alex)
- Takako Fuji (Kayako Saeki)
- Yuya Ozeki (Toshio Saeki)
- Rosa Blasi (Maria Kirk)
- Ryo Ishibashi (Detetive Nakagawa)
- Yoko Maki (Yoko)
- Takashi Matsuyama (Takeo Saeki)

## Recepção
No site agregador de críticas Rotten Tomatoes, 39% das 156 resenhas dos críticos são positivas. O consenso diz que "há algumas imagens assustadoras de ser encontradas, mas não muitas em termos de lógica ou sustos realmente rangedores". O Metacritic, que usa uma média ponderada, atribuiu ao filme uma pontuação de 49 em 100, baseado em 32 críticos, indicando críticas "mistas ou médias".

## Sequência
The Grudge faz parte de uma série de filmes japoneses de terror dirigidos por Takashi Shimizu, conhecida como Juon (em japonês Juon (呪怨)) sendo The Grudge o 3º filme da série e único que foi para o cinema. Apesar de terem uma trama única, todos os filmes da série (incluindo The Grudge) falam sobre o mesmo tema formando uma série única.
O filme ainda possui 2 continuações, intituladas apenas como The Grudge 2 e The Grudge 3.